# Büron
Büron es una comuna suiza del cantón de Lucerna, situada en el distrito de Sursee. Tiene una población estimada, a fines de 2020, de 2662 habitantes.
Limita al norte con la comuna de Triengen, al este con Schlierbach, al sureste y sur con Geuensee, y al oeste con Knutwil.
Salvo el distrito forestal, el territorio es totalmente despejado. Del área municipal, el 67% se utiliza para la agricultura. El bosque cubre 16,5% de la zona  y el 15,6% es zona urbana.